# Katona Mihály (református lelkész)
Katona Mihály (Szatmárnémeti, 1764. október 9. – Búcs, 1822. május 9.) református lelkész, földrajztudós.

## Élete
Tanulmányait szülővárosában kezdte és a szintaxisig folytatta. 1782. április 25-én togátus diák lett Debrecenben, 1788-ban a grammatisták, majd a rétorok és logikusok tanítója. 1790-ben főiskolai könyvtárnok és 1792. szeptembertől 1793. márciusig seniorságot is viselt. 
Ekkor külföldre ment és Odera-Frankfurtban (Poroszország) két és fél évig az egyetem hallgatója volt, ahonnét visszatérve, meglátogatta 1796-ban a jenai és erlangeni egyetemet is. A komáromi református egyház meghívta tanárnak, mely tisztét szeptemberben el is foglalta. 
1803-ban tanári állását a búcsi (Komárom megye) papi hivatallal váltotta föl. 1807-ben egyházkerületi tanácsbírónak, 1811-ben aljegyzőnek és 1812. októberben seniornak választották. Saját korában a legszínvonalasabb és legtartalmasabb magyar természeti földrajzi munka szerzője.

## Művei
- Bucsuzó prédikáczió, mellyel a rév-komáromi reformatum gymnasiumban hetedfél esztendeig folytatott professori hivatalát letette 1803. eszt. julius 14. napján Komárom, 1803
- A föld mathematikai leírása a világ alkotmányával együtt. Rajzolatokkal. Uo. 1814
- Közönséges természeti földleírás. Pest, 1824
- Közönséges természeti föld-leirás